# Toma Vaskeviciute
Toma Vaskeviciute, née le 3 juillet 1986 à Vilnius, est une actrice Lituanienne de théâtre et de cinéma.

## Biographie
En 2010, elle tient le rôle principal du film de Saulius Drunga, Anarchy Girls.

## Filmographie
- 2007 : Whisper of Sin : la fille
- 2007 : Raging Inferno (téléfilm) : la jeune fille
- 2008 : Nereikalingi žmonės (lt) (Loss) : Nora jeune
- 2009 : Hot Dog (court métrage) : Eva
- 2009 : Duburys (lt)
- 2010 : Anarchija Zirmunuose : Vile
- 2012 : Expermenas (court métrage) : Secretary
- 2012 : Locked Up Abroad (série télévisée documentaire) : Marinka
- 2013 : Commemoration: Pomyn (court métrage) : Zhenya
- 2013 : Bez prava na vybor (mini-série) : Inga (2013)
- 2014 : Inspektorius Mazylis (série télévisée) : inspecteur Ruta
- 2014 : Non-Present Time : Vaida
- 2015 : Visi vyrai - kiaules (série télévisée) : Agne
- 2015 : Kunigo nauda velniai gaudo : Birute

## Récompenses et distinctions
- En 2010, elle a remporté la Croix d'or de la scène (lt) pour son rôle de Luizės dans la pièce de Friedricho von Schillerio, Klasta ir meilė.